# Орбитальный целлюлит
 Орбитальный целлюлит (второе название — флегмона орбиты) — воспаление тканей глаза позади орбитальной перегородки. Это чаще всего объясняется распространением острой инфекции в глазницу либо из соседних пазух, либо через кровь. Когда она влияет на заднюю часть глаза, он известен как ретро-орбитальный целлюлит.
Это не следует путать с периорбитальным целлюлитом, который относится к целлюлиту впереди перегородки.

## Признаки и симптомы
Общие признаки и симптомы орбитального целлюлита включают в себя боль при движении глаз, внезапную потерю зрения, выпячивание зараженного глаза, и ограничение движение глаза . Наряду с этими симптомами, пациенты, как правило, наблюдают покраснение и отёк век, боль, выделения, невозможность открыть глаза, иногда лихорадка и вялость. Это, как правило, вызвано предшествующим синуситом. Другие причины включают заражение близлежащих структур, травмы и предыдущие операции.

## Причины
Орбитальный целлюлит обычно происходит от бактериального заражения распространяемое через околоносовые пазухи. Другие пути возникновения орбитальнго целлюлита — инфекции в кровотоке или инфекции кожи века. Инфекции верхних дыхательных путей, синусит, травмы глаз, глазные или периокулярные инфекции и системные инфекции — все они увеличивают риск орбитального целлюлита.
Золотистый стафилококк , пневмококк и бета-гемолитический стрептококк — три бактерии, которые ответственны за орбитальный целлюлит.
- Золотистый стафилококк является грам-положительной бактерией, которая является наиболее частой причиной стафилококковых инфекций. Инфекция золотистого стафилококка может распространиться на орбиту из кожи. Эти организмы способны производить токсины, которые повышают их вирулентность, что приводит к воспалительной реакции, наблюдаемой при орбитальном целлюлите. Инфекции стафилококков определяются по классификации их кластеров по методу Грама. Золотистый стафилококк образует большие желтые колонии (которые отличается от других стафилококковых инфекций, таких как стафилококк эпидермальный которая образует белые колонии).

- Пневмококк , также грамположительная бактерия, ответственная за орбитальный целлюлит, благодаря своей способности заражать пазухи носа (синусит). Стрептококковые бактерии способны устанавливать свою собственную вирулентность и могут вторгнуться в окружающие ткани, вызывая воспалительную реакцию в виде орбитального целлюлита (по аналогии с золотистым стафилококком). Стрептококковые инфекции идентифицируются по культуре, их формированию пар или цепочек. Пневмококк производит зеленый (альфа) гемолиз или частично снижает количество красных кровяных телец с гемоглобином.

## Лечение
Немедленное лечение всегда очень важно при орбитальном целлюлите. Лечение обычно включает в себя внутривенные (IV) антибиотики в больнице и частые наблюдения (каждые 4-6 часа). Наряду с этим выполняются некоторые лабораторные тесты; в том числе общий, дифференциальный и культурный анализы крови.
- Антибактериальная терапия  — орбитальный целлюлит обычно вызывается стафилококком и стрептококком, в обоих случаях пенициллины и цефалоспорины — лучший выбор IV антибиотиков. Тем не менее, из-за увеличения влияния MRSA (метициллин-устойчивого золотистого стафилококка) для лечения орбитального целлюлита также может быть использованы ванкомицин , клиндамицин, или доксициклин . Если улучшение отмечается после 48 часов IV антибиотиков, медицинские профессионалы могут рассмотреть вопрос о переводе пациента на пероральный прием антибиотиков (которые должны использоваться в течение 2-3 недель).

- Хирургическое вмешательство . Абсцесс может угрожать зрению или неврологическому статусу пациента с орбитальным целлюлитом, поэтому иногда необходимо хирургическое вмешательство. Хирургия, как правило, требуется для дренажа пазух и если поднадкостничный абсцесс присутствует в средней орбите, дренаж может быть выполнена эндоскопически. После операции, пациенты должны регулярно проверяться у их хирурга и находятся под пристальным наблюдением.

## Прогнозы
Хотя орбитальный целлюлит считается офтальмологической проблемой, но если пройдено медицинское лечение, то прогноз хороший.

## Рейтинг смерть и слепоты без лечения
Бактериальные инфекции орбиты уже давно ассоциируется с риском катастрофических местных последствий и внутричерепного распространения.
Естественное течение заболевания, о чем свидетельствуют Gamble (1933), в эпоху до появления антибиотиков привело к смерти 17 % пациентов и к постоянной слепоте — 20 %.

## Осложнения
Осложнения включают потерю слуха, заражение крови , менингит , Тромбоз кавернозного синуса и повреждение зрительного нерва (что может привести к слепоте).